# Ragnhildr Eiríksdóttir
Ragnhildr Eiríksdóttir (dänisch und norwegisch Ragnhild Eriksdatter; * um 860/870 in Jütland; † um 888 in Trondheim) war nach Snorris Heimskringla die Tochter König Horiks II. und dessen Frau Gísla von Haithabu. Ihr Beiname war Ragnhildr hin ríka.

## Leben
Über Ragnhildr sind nur wenige Daten überliefert, ihr Name wird nur bei Snorri erwähnt. Dieser berichtet, dass Harald Schönhaar viele Ehefrauen und daher auch viele Kinder hatte und nach der Schlacht am Hafrsfjord im Jahr 890 mit „Ragnhild der Mächtigen“, der Tochter des Königs Erik von Jütland verheiratet war, mit der er unter anderem einen Sohn Erik Blutaxt hatte. Erik erlangte dabei einen höheren Status als die anderen Kinder Haralds, was vermutlich daher rührt, dass seine Mutter eine Königstochter war. Drei Jahre nach dessen Geburt starb sie, weshalb Erik zur Erziehung zum Hersen Þórir Hróaldsson in Fjordane kam.
Snorri berichtet, dass Erik „Blutaxt“ Haraldsson der Nachfolger König Haralds wurde, der nach seinem königlichen Großvater den Namen Erik erhielt. Auch soll dieser wiederum eine Tochter gehabt haben, die ebenfalls Ragnhildr Eiríksdóttir hieß, die mit dem Jarl Arnfinnr Þórfinnsson auf den Orkneyinseln vermählt wurde.